# Кошаркашка репрезентација Хрватске
Кошаркашка репрезентација Хрватске је представник Хрватске на међународним кошаркашким такмичењима. Након стицања независности 1991. године Кошаркашка репрезентација Хрватске почиње своје такмичење у квалификацијама за Летње олимпијске игре 1992. године.
Најбољи резултат остварен је, управо, на Олимпијском кошаркашком турниру у Барселони када је освојена сребрна медаља пошто је Хрватска поражена у финалу од Првог и оригиналног „Тима снова”.
Хрватски кошаркаши, који су, такође, наступали и за Југославију, Крешимир Ћосић, Дражен Петровић и Мирко Новосел су примљени у Нејсмитову кошаркашку кућу славних, а касније и у ФИБА кућу славних.

## Олимпијске игре 1992. године
Маја месеца 1992. године игран је задњи квалификациони турнир за Олимпијски кошаркашки турнир 1992. године, а Хрватска је на располагању имала већину играча који су годину дана пре тога освојили Европско првенство у кошарци 1991. године, наступајући за Југославију. Први званични меч у овим квалификацијама Хрватска је одиграла против репрезентације Немачке и доживела је пораз 86:74. Ипак, у наредним мечевима Хрватска је успела да се домогне Олимпијског кошаркашког турнира, уз најубедљивију победу, до сада, над Исландом 124:51. 
На самом Олимпијском кошаркашком турниру у Барселони Хрватска је, вољом жреба, смештена у Групу А, са Бразилом, Шпанијом, Анголом, Немачком и апсолутним фаворитима за златну медаљу Сједињеним Америчким Државама.
У групи Хрватска је савладала Бразил, 93:76, домаћина Шпанију 88:79, аутсајдера и првака Африке, Анголу 73:64 и Немачку са 99:78. Већ у другом колу „Коцкасти” се сусрећу са „Тимом снова”. Иако су поражени са 103:70, Дражен Петровић и остали нису разочарали. Шта више, пружили су, до тада, најбољи отпор кошаркашким ванземаљцима. 
У четвртфиналу Хрватска је декласирала селекцију Аустралије са 98:65, да би у полуфиналу уз много муке била побеђена Заједница Независних Држава, односно, селекција бившег Совјетског Савеза без Литваније која је независно учествовала на турниру, а касније, у мечу за треће место и освојила бронзану медаљу, управо против ЗНД.
Финални сусрет Олимпијског кошаркашког турнира протекао је без неизвесности. Хрватска је на полувремену губила са 56:42, највише захваљујући сјајном Дражену Петровићу, ког у другом полувремену преузима на чување Мајкл Џордан, па је „Тим снова” предност повећавао из минута у минут до коначних 117:85. Прву медаљу кошаркашкој репрезентацији Хрватске у историји, те 1992. године, донели су: Дражен Петровић, Велимир Перасовић, Данко Цвјетичанин, Тони Кукоч, Владан Алановић, Фрањо Араповић, Жан Табак, Стојко Вранковић, Алан Грегов, Аријан Комазец, Дино Рађа и Арамис Наглић. Први селектор Хрватске и човек који је донео сребрну медаљу са овим саставом био је Петар Сканси.

## Европско првенство 1993. и смрт Дражена Петровића
Иако су освојили сребрну медаљу на Олимпијском кошаркашком турниру, Хрватска је морала да заигра још једне квалификације за Европско првенство у Немачкој 1993. године. Те квалификације почеле су трагично. После завршеног учешћа Портланда у НБА плеј офу, Дражен Петровић је кренуо за Немачку да се придружи репрезентацији у квалификацијама. Међутим, у саобраћајном удесу у месту Денкендорф, Баварска, Дражен Петровић је подлегао повредама. Ауто је на магистралном путу возила његова тадашња девојка, немачка манекенка Клара Шћаланзи која се, касније, удала за немачког фудбалера Оливера Бирофа.
Новоизабрани селектор Мирко Новосел и даље је имао јаку екипу, која се рутински домогла свог првог учешћа на Европском првенству, на ком право да заигра није имала репрезентација Савезне Републике Југославије. По први пут се на неком ФИБА Европском првенству ишло из једне у другу групну фазу. У првој групи декласирана је Турска 113:63, затим Бугарска, предвођена сјајним Младеновим, који је убацио 30 поена, са 104:83, да би Француска била побеђена тек након продужетка, највише захваљујући одличној партији Данка Цвјетићанина, са 100:95. 
У другој групној фази, Хрватска је била још убедљивија. Савладане су селекције: Белгије (106:74), домаћина Немачке (70:63) и Естоније (98:80). Улогу лидера, посебно у другој групној фази, преузео је Дино Рађа, тада центар Бостон селтикса, који је стандардно био двоцифрен по броју скокова и убачених поена. 
Први меч у својој кошаркашкој историји против неке бивше југословенске земље, Хрватска је одиграла у четвртфиналу овог Европског првенства против Босне и Херцеговине. Иако је Босна и Херцеговина имала вансеријског Сабахудина Билаловића, ниједног тренутка победа Хрватске није доведена у питање, а коначан резултат био је 98:78. У полуфиналу Хрватску је чекала репрезентација Русије, која је први пут наступала на неком репрезентативном такмичењу под овим именом. Прва звезда ове селекције, Сергеј Базаревич, предводио је Русију до финала са 23 поена, а велике заслуге имао је и центар Виталиј Носов, који је лимитирао Дина Рађу испод његовог просека. Са само једним поразом и девет победа, Хрватска је морала да се бори за бронзану медаљу, а у том сусрету декласирана је селекција Грчке са 99:59. Ово је била прва медаља са Европских првенстава за селекцију Хрватске.

## Учешће на великим такмичењима

### Олимпијске игре(4)
| Година | Домет            | Ут.              | Доб.             | Изг.             | Позиција         |
| ------ | ---------------- | ---------------- | ---------------- | ---------------- | ---------------- |
| 1992.  | Финале           | 8                | 6                | 2                |                  |
| 1996.  | Четвртфинале     | 8                | 4                | 4                | 7.               |
| 2000.  | Није учествовала | Није учествовала | Није учествовала | Није учествовала | Није учествовала |
| 2004.  | Није учествовала | Није учествовала | Није учествовала | Није учествовала | Није учествовала |
| 2008.  | Четвртфинале     | 6                | 3                | 3                | 6.               |
| 2012.  | Није учествовала | Није учествовала | Није учествовала | Није учествовала | Није учествовала |
| 2016.  | Четвртфинале     | 6                | 3                | 3                | 5.               |
| 2020.  | Није учествовала | Није учествовала | Није учествовала | Није учествовала | Није учествовала |
| Укупно | —                | 28               | 16               | 12               | —                |

### Светско првенство(3)
| Година | Домет                | Ут.              | Доб.             | Изг.             | Позиција         |
| ------ | -------------------- | ---------------- | ---------------- | ---------------- | ---------------- |
| 1994.  | Утакмица за 3. место | 8                | 7                | 1                |                  |
| 1998.  | Није учествовала     | Није учествовала | Није учествовала | Није учествовала | Није учествовала |
| 2002.  | Није учествовала     | Није учествовала | Није учествовала | Није учествовала | Није учествовала |
| 2006.  | Није учествовала     | Није учествовала | Није учествовала | Није учествовала | Није учествовала |
| 2010.  | Осмина финала        | 6                | 2                | 4                | 14.              |
| 2014.  | Осмина финала        | 6                | 3                | 3                | 10.              |
| 2019.  | Није учествовала     | Није учествовала | Није учествовала | Није учествовала | Није учествовала |
| Укупно | —                    | 20               | 12               | 8                | —                |

### Европско првенство(14)
| Година | Домет                | Ут. | Доб. | Изг. | Позиција |
| ------ | -------------------- | --- | ---- | ---- | -------- |
| 1993.  | Утакмица за 3. место | 9   | 8    | 1    |          |
| 1995.  | Утакмица за 3. место | 9   | 8    | 1    |          |
| 1997.  | Осмина финала        | 8   | 2    | 6    | 11.      |
| 1999.  | Осмина финала        | 6   | 3    | 3    | 11.      |
| 2001.  | Четвртфинале         | 7   | 3    | 4    | 7.       |
| 2003.  | Осмина финала        | 4   | 1    | 3    | 11.      |
| 2005.  | Четвртфинале         | 7   | 4    | 3    | 7.       |
| 2007.  | Четвртфинале         | 9   | 3    | 6    | 6.       |
| 2009.  | Четвртфинале         | 9   | 4    | 5    | 6.       |
| 2011.  | Прва фаза            | 5   | 2    | 3    | 13.      |
| 2013.  | Утакмица за 3. место | 11  | 8    | 3    | 4.       |
| 2015.  | Осмина финала        | 6   | 3    | 3    | 9.       |
| 2017.  | Осмина финала        | 6   | 4    | 2    | 10.      |
| 2022.  | Осмина финала        | 6   | 3    | 3    | 11.      |
| Укупно | —                    | 102 | 56   | 46   | —        |

## Појединачни успеси
- Идеални тим Светског првенства:
  - Дино Рађа (1994)
- Идеални тим Европског првенства:
  - Дино Рађа (1993)
  - Тони Кукоч (1995)
  - Дамир Мулаомеровић (2001)
  - Бојан Богдановић (2013)